# Serious Sam VR: The Last Hope
Serious Sam VR: The Last Hope (рус. «Крутой Сэм VR: Последняя надежда») — компьютерная игра в жанре трёхмерного шутера от первого лица из серии Serious Sam, разработанная студией Croteam эксклюзивно для очков виртуальной реальности. Издателем выступила компания Devolver Digital. Игра была анонсирована 13 июня 2016 года на выставке Electronic Entertainment Expo 2016.
Игра вышла в ранний доступ в сервисе Steam 17 октября 2016 года на Windows для устройств виртуальной реальности HTC Vive с контроллерами движения. На протяжении всего времени, что игра пробыла в раннем доступе, разработчики активно обновляли её и добавляли новые планеты, противников и возможности. Полноценный выход игры состоялся 20 сентября 2017 года.

## Игровой процесс
Serious Sam VR: The Last Hope представляет собой шутер от первого лица с традиционными для серии Serious Sam игровым процессом и элементами, такими как большой арсенал вооружения и огромное количество врагов. Игра разработана эксклюзивно для шлемов виртуальной реальности с поддержкой контроллеров движения, в связи с чем геймплей в некотором роде статичен: игрок не может передвигаться по уровням за исключением нескольких метров вокруг себя, что обусловлено особенностями VR-устройств и, как правило, малыми размерами помещения, в котором может находиться играющий человек. Таким образом, Serious Sam VR: The Last Hope больше напоминает интерактивный тир с истреблением волн врагов.
Игрок примеряет на себя роль главного протагониста серии, Сэма Стоуна, который на протяжении множества разнообразных уровней должен уничтожать орды инопланетян армии Ментала. Герой стартует на космическом корабле, с которого он может отправляться на миссии на различных планетах и их локациях, а также покупать и улучшать своё оружие и защиту в перерывах между битвами. После выбора уровня, игрок оказывается на тематической арене и сражается с прибывающими волнами врагов. Количество противников традиционно для игр серии Serious Sam, а в их состав входят как привычные старые монстры (безголовые камикадзе, гнаары, и т.д.), так и некоторые новые виды, включая мумий, летающих роботов и шарообразных ботов из игры The Talos Principle. Атаки некоторых противников из предыдущих игр серии были изменены, дабы соответствовать более упрощённому игровому процессу и просьбам игроков: так, например, поведение ведьмы Ахримана из Serious Sam 3: BFE стало более активным, в результате чего она куда чаще телепортируется по уровню, в то же время стреляя в игрока магическими снарядами, а не парализуя его в воздухе как раньше.
Арсенал игрока многочислен и включает в себя большое количество огнестрельного и холодного оружия, включая как новое, так и старое вооружение из предыдущих игр: бензопилу, пистолеты, лазерные винтовки, автоматы, и так далее. Отличительной особенностью игры является то, что игрок способен стрелять по-македонски из двух разных видов оружия в каждой руке: например, из двух миниганов, пушек, или комбинировать вооружение между собой, совмещая бензопилу в одной руке и автомат в другой. Впоследствии в игру был добавлен щит, лук и световой меч, для управления которым игроку необходимо активно управлять и махать контроллером. В конце каждой главы происходит битва с боссом.
В отличие от основных игр серии, где для выживания главному герою приходится искать на уровнях аптечки, броню и боеприпасы, в Serious Sam VR необходимые ресурсы появляются на карте в небе, спускающимися на парашютах. Чтобы собрать их, игроку необходимо выбросить вперёд выкидной крюк-кошку, притягивающий амуницию. Новое оружие и дополнительные боеприпасы и возможности игрок может купить в магазине в перерывах между миссиями за заработанные очки. В одном из последних обновлений игры разработчиками было добавлено древо навыков и улучшений для оружия, которые можно разблокировать по мере прохождения уровней за зарабатываемые очки опыта.
С определённого времени в игре стал доступен кооперативный сетевой режим для двух игроков.

## Сюжет
Действие игры происходит в ранний период войны с Менталом, до событий Serious Sam 3: BFE. Армия Обороны Земли (англ. EDF) пытается всеми силами сдерживать напор инопланетных захватчиков. Менталу удалось сломить волю многих наций, уничтожив древние святыни этих народов. Возрастающая легенда человечества, бесстрашный капитан Сэм Стоун вынужден возглавить сопротивление на борту боевого крейсера «Saratoga» в отчаянной попытке спасти галактику. Для этого он отправляется на разные планеты, чтобы сразиться с приспешниками Ментала и отразить наступление на Землю.
Игра представляется игроку в качестве симулятора для новобранцев Армии Обороны Земли, основанного на приключениях протагониста серии. Сюжет подаётся преимущественно брифингами перед миссиями — боевыми записями и воспоминаниями протагониста игры — и колкими коронными шутками Сэма во время непосредственного игрового процесса.

## Разработка
Игра была впервые анонсирована 13 июня 2016 года на выставке E3. Анонс сопровождался выпуском трейлера, демонстрацией геймплея и интервью с сотрудниками Croteam на конференциях PC Gaming Show и E3 Live. Демо Serious Sam VR: The Last Hope было также представлено журналистам на выставочной площадке издательства Devolver Digital, где все желающие могли в деле опробовать игру в очках виртуальной реальности. Многими поклонниками франшизы, которые ожидали получить новости о продолжении серии — Serious Sam 4, анонс эксклюзивной спин-офф игры для очков VR был первоначально воспринят очень прохладно; некоторые посчитали, что из-за нового проекта разработка Serious Sam 4 в очередной раз откладывается, как было в случае с предыдущей игрой студии, The Talos Principle. В связи с этим разработчикам пришлось выпустить заявление, в котором они убедили поклонников в том, что Serious Sam VR является всего лишь небольшим сторонним проектом, в то время как первоочередной целью компании по-прежнему остаётся разработка четвёртой части. Позднее было заявлено, что над VR-игрой работает всего четыре человека из общего числа сотрудников студии.
Практически сразу же после анонса в Steam была открыта страница игры. Разработчики заявили, что игра будет доступна в раннем доступе, а первая версия выйдет летом 2016 года. В течение шести последующих месяцев Croteam планируют улучшать проект и добавлять новые планеты, оружие, врагов, боссов и ещё больше разнообразного контента. В качестве обязательного технического оснащения на странице в магазине было указано наличие шлемов HTC Vive и Oculus Rift, а также контроллеров движения. В демонстрациях игрового процесса, вышедших после выставки E3, показывались преимущественно египетские локации, однако на странице игры в магазине Steam были также представлены скриншоты и концепт-арты некоторых других планет, включая футуристические и античные места.
Через некоторое время после анонса в профильных СМИ появилась информация о том, что разработчикам предлагались финансовые дивиденды в обмен на эксклюзивность игры для одной платформы. Сотрудник Croteam Марио Котлар в одном из топиков на сайте Reddit заявил, что производитель шлемов виртуальной реальности Oculus VR якобы предлагал хорватской команде огромное количество денег взамен на временную эксклюзивность Serious Sam VR: The Last Hope для Oculus Rift в обход владельцев HTC Vive, но разработчики отклонили предложение. Высказывание сотрудника вызвало резонанс в кругах VR-энтузиастов и сопровождалось публикациями в ряде информационных изданий. Вскоре после этого представители Oculus выступили с официальным заявлением, в котором опровергли информацию о предполагаемом предложении финансовой сделки Croteam. Некоторое время спустя с комментарием ситуации также выступил технический директор Croteam, Ален Ладавац, который подкорректировал информацию своего сотрудника, заявив, что предложение финансовой помощи для ускорения разработки в обмен на временную эксклюзивность действительно было, но о полном ограничении игры для одной платформы речи не было.
Специально для Serious Sam VR разработчиками был создан рабочий прототип игрового контроллера в виде фирменного минигана, выполненный в натуральную величину на основе модели из Serious Sam 3: BFE. Данный контроллер является полностью функциональным и использует датчики движения и систему управления стрельбой из оригинального контроллера HTC Vive. Облегчённая конструкция создана из легкодоступных материалов на основе полиуретановых трубок и строительной дрели; при зажатии гашетки одновременно производится управление стрельбой в игре и вращение стволов минигана. По словам разработчиков, всего ими было создано три рабочих минигана, однако сделаны они были для личных нужд — для собственного развлечения и использования в рекламных целях. Уникальное оружие демонстрировалось на выставках Gamescom и EGX 2016, где все желающие могли своими руками пострелять из минигана, что вызвало бурный восторг присутствующих журналистов и игроков.
Первая играбельная версия Serious Sam VR: The Last Hope вышла в ранний доступ 17 октября 2016 года. Релиз включал в себя две планеты (Земля и Пладеон), а также несколько старых и новых видов противников и оружия. 16 декабря 2016 года для игры вышло обновление, добавляющее в неё кооперативный режим на двух игроков и две новые сложности. 1 марта 2017 года вышло обновление, добавляющее новую планету под названием Шаанти (англ. Shaanti), несколько новых игровых механик, пять настроек сложности и девять новых врагов. 26 апреля вышло обновление с планетой Валтос (англ. Valtos), включающее в себя четыре новых уровня, три новых врага и вида оружия, а также босса. 28 июля было выпущено обновление, добавившее в игру древо навыков, бонусы и улучшения для оружия.
Полноценный финальный выход игры и окончание периода раннего доступа состоялось 20 сентября 2017 года. В игру было добавлено три новых режима: Арена, Бесконечная волна и Ежедневное испытание. Для каждого из режимов также стали доступными таблицы лидеров.

## Отзывы и критика
На стадии раннего доступа Serious Sam VR: The Last Hope получила преимущественно положительные отзывы критиков и игроков. Критики и VR-пользователи с энтузиазмом встретили приход одной из общеизвестных игровых франшиз на платформу виртуальной реальности, отмечая общий недостаток качественных и больших VR-ориентированных проектов на первых порах популяризации данной технологии. Отмечалось, что привычная формула Serious Sam с интенсивным и незатейливым отстрелом врагов довольно хорошо подходит для игры в виртуальной реальности, а некоторые нововведения вроде стрельбы по-македонски, магазина и новых видов вооружения разнообразят игровой процесс. Рецензент Алекс Миир с сайта Rock, Paper, Shotgun похвалил игру за верность своим корням, подметив, что The Last Hope безупречно сконструирована с точки зрения игрового дизайна и процесса, в то же время не обременяя игрока «заумной историей, головоломками, остросоциальным и политическим подтекстом или открытым миром». Кевин Кэрботт подметил, что игра была не просто перенесена на платформу виртуальной реальности, а заново воссоздана на ней с учётом всех особенностей и тонкостей технологии. Дэвид Жагно с UploadVR написал: «The Last Hope как будто позволяет вам лично пережить сцены с обложек предыдущих игр серии Serious Sam». Рецензент Gaming Nexus похвалил неплохую графику, заявив, что это «одна из наиболее красивых и отполированных игр для VR в мире». Среди основных недостатков игры некоторые критики отмечали примитивизм игрового процесса с упором на отстрел волн врагов, что является довольно приевшейся механикой среди VR-шутеров, и невозможность игрока передвигаться по уровням с необходимостью постоянно стоять на одном месте, что в некотором смысле противоречит самой формуле серии Serious Sam. Также критике подвергалась сложность и относительная дороговизна игры с сомнительной реиграбельностью и небольшой продолжительностью кампании.